# Swansonella newbrightonensis
Swansonella newbrightonensis är en kräftdjursart som beskrevs av Jane E. Guise 2002. Swansonella newbrightonensis ingår i släktet Swansonella och familjen Leptocytheridae. Inga underarter finns listade i Catalogue of Life.